# Kungariket Frankrike
Kungariket Frankrike (franska: Royaume de France) var en av de starkare staterna i Europa under det andra millenniet inom den kristna tideräkningen.
Staten uppstod ur västra delen av Frankerriket, och växte sig starkare med åren. Kung Ludvig XIV, känd som "Kung sol", utvecklade en stark stat och absolut monarki. Dock slutade det hela, efter strömningar från Franska upplysningstiden, kostnaderna för amerikanska självständighetskriget som Frankrike stötte, med ett växande politiskt medvetande och borgarklassens behov av politisk makt i Franska revolutionen, och statsbildningen efterträddes först av den konstitutionella monarkin med samma namn och sedan Första franska republiken.

### Fotnoter
1. ↑  Ben Cahoon. ”France” (på engelska). World Statesmen. http://www.worldstatesmen.org/France.html. Läst 15 januari 2017.